# Oberonia repens
Oberonia repens är en orkidéart som beskrevs av Rudolf Schlechter. Oberonia repens ingår i släktet Oberonia och familjen orkidéer. Inga underarter finns listade i Catalogue of Life.